# 納希爾內 (亞沃里夫區)
49°44′37″N 23°7′8″E / 49.74361°N 23.11889°E
納希爾內（羅馬化：Nahirne）是烏克蘭西部的村莊，隸屬利維夫州的亞沃里夫區。該村始建於1945年，面積0.59平方公里，海拔高度219米，2001年人口291，人口密度每平方公里491.55人。